# Behördenleiter
Ein Behördenleiter (auch Dienststellenleiter, Amtsleiter oder veraltet Amtsvorsteher oder Dienstvorsteher) ist der Leiter einer Behörde oder Dienststelle. Er nimmt ein Amt mit leitender Funktion (Führungsamt) wahr, das auch auf Probe übertragen werden kann (§ 24 BBG).
Der Behördenleiter ist in seiner Vorgesetztenfunktion für alle Entscheidungen in beamtenrechtlichen Angelegenheiten zuständig, insbesondere führt er die Dienstaufsicht über die ihm nachgeordneten Beamten und erteilt den Beamten für ihre dienstliche Tätigkeit Weisungen (vgl. § 3 Abs. 2 und Abs. 3 BBG oder § 146 GVG). Nach § 37 Abs. 3 Satz 1 VwVfG muss ein Verwaltungsakt die erlassende Behörde erkennen lassen und die Unterschrift oder die Namenswiedergabe des Behördenleiters, seines Vertreters oder seines Beauftragten enthalten. Der Behördenleiter vertritt die Behörde im Verwaltungsstreitverfahren, kann sich aber durch nachgeordnete Bedienstete vertreten lassen (§ 62 Abs. 3 VwGO).
Seine Besoldung orientiert sich an der Anzahl der ihm unterstellten Mitarbeiter und wird in einer Stellenbewertung (z. B. im Haushaltsplan der Körperschaft) festgelegt. Bei Spitzenämtern großer Behörden erfolgt die Eingruppierung unmittelbar durch das Gesetz.
In Deutschland sind die meisten Behördenleiter Beamte des höheren Dienstes, teilweise aber auch des gehobenen Dienstes. Auch Angestellte können Behördenleiter sein. Wird ihnen diese Tätigkeit nur vorübergehend vertretungsweise für mindestens einen Monat übertragen, können sie für diese Zeit eine persönliche Zulage nach § 14 TVöD-AT beanspruchen.
Die Stellen als Behördenleiter werden in der Regel ausgeschrieben. Sofern der Behördenleiter politischer Beamter ist, kann er jederzeit in den einstweiligen Ruhestand versetzt werden.